# 자기 수반 작용소
작용소 이론에서 자기 수반 작용소(自己隨伴作用素, 영어: self-adjoint operator) 또는 자기 수반 연산자는 스스로의 에르미트 수반이 자신과 같은 작용소이다. 유한 차원에서의 에르미트 행렬을 일반화한 개념이다.

## 정의
{\displaystyle \mathbb {K} \in \{\mathbb {R} ,\mathbb {C} \}}가 실수체 또는 복소수체 가운데 하나라고 하자.
{\displaystyle \mathbb {K} }-힐베르트 공간 {\displaystyle H} 위의 조밀 부분 집합 {\displaystyle D\subseteq H}가 주어졌다고 하자. 연속 선형 변환
{\displaystyle A\colon D\to H}
에 대하여 다음 조건들이 서로 동치이며, 이를 만족시키는 것을 {\displaystyle D} 위의 자기 수반 작용소라고 한다.
{\displaystyle A\colon D\to H}
- 대칭 작용소이며, {\displaystyle \operatorname {dom} A=\operatorname {dom} A^{*}}이다.
- 임의의 {\displaystyle x,y\in D}에 대하여, {\displaystyle \langle x|A|y\rangle =\langle Ax|y\rangle }이다. 또한, 임의의 {\displaystyle x,y\in H}에 대하여, 만약 {\displaystyle \langle x|A=\langle y|\colon H\to \mathbb {K} }라면, {\displaystyle x\in D}이다.
  - 특히, 임의의 {\displaystyle x\in D}에 대하여, {\displaystyle \langle x|A=\langle Ax|\colon D\to \mathbb {K} }는 유계 작용소이다. 이에 따라, 이는 연속 선형 범함수 {\displaystyle H\to \mathbb {K} }로 유일하게 확장된다.
- {\displaystyle \operatorname {dom} A=\operatorname {dom} A^{*}}이며, 모든 {\displaystyle u\in \operatorname {dom} A}에 대하여 {\displaystyle Au=A^{*}u}이다. 여기서 {\displaystyle A^{*}\colon \operatorname {dom} A^{*}\to H}는 에르미트 수반이다.
- 그래프 {\displaystyle \operatorname {graph} (A)=\{(x,Ax)\colon x\in H\}\subseteq H\oplus H} 및 심플렉틱 사상 {\displaystyle J\colon H\oplus H\to H\oplus H}, {\displaystyle (x,y)\mapsto (-y,x)}에 대하여, {\displaystyle (J\operatorname {graph} A)^{\perp }=\operatorname {graph} A}이다.
- 다음 조건들을 모두 만족시키는 측도 공간 {\displaystyle X}과 가측 함수 {\displaystyle f\colon X\to (\mathbb {R} ,\operatorname {Borel} (X))}과 전단사 유니터리 작용소 {\displaystyle UH\to \operatorname {L} ^{2}(X;\mathbb {K} )}가 존재한다. (여기서 {\displaystyle T_{f}\colon \operatorname {dom} T_{f}\to \operatorname {L} ^{2}(X;\mathbb {K} ),\;\phi \mapsto f\phi }는 {\displaystyle f}와의 점별 곱셈이다.)
  - {\displaystyle U\operatorname {dom} A=\operatorname {dom} T_{f}}
  - {\displaystyle UA=T_{f}U}

마지막 정의에서 등장하는 꼴의 작용소를 곱셈 연산자(영어: multiplication operator)라고 한다. 즉, 자기 수반 작용소는 어떤 측도 공간 위의 곱셈 연산자와 유니터리 동치인 작용소이다.

## 성질
단사 자기 수반 작용소의 역함수는 자기 수반 작용소이다.:65
유한 차원 힐베르트 공간 {\displaystyle \mathbb {C} ^{n}} 위의 작용소 {\displaystyle A}에 대하여, 다음이 서로 동치이다.
- {\displaystyle A}는 대칭 작용소이다.
- {\displaystyle A}는 자기 수반 작용소이다.
- {\displaystyle A}의 행렬은 에르미트 행렬이다.

## 대칭 확장
대칭 작용소 {\displaystyle A\colon \operatorname {dom} A\to {\mathcal {H}}}의 자기 수반 확장(영어: self-adjoint extension)은 다음을 만족시키는 자기 수반 작용소 {\displaystyle {\tilde {A}}\colon \operatorname {dom} {\tilde {A}}\to {\mathcal {H}}}이다.
- {\displaystyle \operatorname {dom} A\subseteq \operatorname {dom} {\tilde {A}}}
- {\displaystyle \forall v\in \operatorname {dom} A\colon Av={\tilde {A}}v}

대칭 연산자 {\displaystyle A}의 자기 수반 확장들은 다음과 같은 유니터리 작용소와 일대일 대응한다.:81–84
{\displaystyle U\colon \operatorname {range} (A+i)^{\perp }\to \operatorname {range} (A-i)^{\perp }}
({\displaystyle \operatorname {range} (A+i)^{\perp }}은 {\displaystyle {\mathcal {H}}}의 닫힌 부분공간이므로, 힐베르트 공간을 이룬다.)
특히, {\displaystyle A}가 자기 수반 확장을 가질 필요 충분 조건은
{\displaystyle \dim \operatorname {range} (A+i)^{\perp }=\dim \operatorname {range} (A-i)^{\perp }}
이다. 양변의 두 수를 {\displaystyle A}의 결점 지표(영어: deficiency index)라고 한다.
유일한 자기 수반 확장을 갖는 대칭 작용소를 본질적 자기 수반 작용소(영어: essentially self-adjoint operator)라고 한다.

## 예
제곱 적분 가능 함수로 구성된 복소수 힐베르트 공간
{\displaystyle H=\operatorname {L} ^{2}(\mathbb {R} ;\mathbb {C} )}
을 생각하자. 이 위에서, 작용소
{\displaystyle A\colon f\mapsto (x\mapsto xf(x))}
를 생각하자. 만약 {\displaystyle f}가 제곱 적분 가능 함수라도 {\displaystyle x\mapsto xf(x)}가 제곱 적분 가능 함수일 필요는 없으므로, {\displaystyle A}는 {\displaystyle H} 전체에 정의될 수 없다. 즉,
{\displaystyle \operatorname {dom} A=\{f\in H\colon (x\mapsto xf(x))\in H\}\subsetneq H}
이다. 이는 {\displaystyle H}의 조밀 부분 공간이며, 임의의 {\displaystyle f,g\in \operatorname {dom} H}에 대하여
{\displaystyle \langle f|A|g\rangle =\int _{\mathbb {R} }{\overline {f(x)}}(xg(x))\,\mathrm {d} x=\int _{\mathbb {R} }({\overline {xf(x)}})g(x)\,\mathrm {d} x=\langle Af|g\rangle }
이다. 따라서 {\displaystyle A}는 대칭 작용소이다. 또한, 임의의 {\displaystyle f,g\in H}에 대하여, 만약
{\displaystyle \langle f|A=\langle g|}
라고 하자. 즉,
{\displaystyle \forall h\in \operatorname {dom} A\colon \int _{\mathbb {R} }{\overline {f(x)}}xh(x)\,\mathrm {d} x=\int {\overline {g(x)}}h(x)}
이다. 그렇다면 리스 표현 정리에 따라서
{\displaystyle g=(x\mapsto xf(x))\in H}
이므로, 정의에 따라 {\displaystyle (x\mapsto xf(x))\in \operatorname {dom} A}이게 된다. 즉, {\displaystyle A}는 자기 수반 작용소이다.

### 곱셈 연산자
다음이 주어졌다고 하자.
- 측도 공간 {\displaystyle X}
- 가측 함수 {\displaystyle f\colon X\to (\mathbb {R} ,\operatorname {Borel} (\mathbb {R} ))} ({\displaystyle \operatorname {Borel} (-)}은 보렐 시그마 대수)
- {\displaystyle \mathbb {K} \in \{\mathbb {R} ,\mathbb {C} \}}

그렇다면, {\displaystyle H=\operatorname {L} ^{2}(X;\mathbb {K} )} 위에 작용소
{\displaystyle T_{f}\colon \phi \mapsto \phi f}
를 정의할 수 있다. 이러한 꼴의 작용소를 곱셈 연산자라고 하자. 그렇다면, 다음이 성립한다.
- {\displaystyle \operatorname {L} ^{2}(X;\mathbb {K} )} 위의 모든 곱셈 연산자는 자기 수반 작용소이다.
- 임의의 {\displaystyle \mathbb {K} }-힐베르트 공간 {\displaystyle H} 및 자기 수반 작용소 {\displaystyle A\colon \operatorname {dom} A\to H}에 대하여, {\displaystyle U\operatorname {dom} A=\operatorname {dom} T_{f}}이자 {\displaystyle UA=T_{f}U}가 되는 측도 공간 {\displaystyle X}와 가측 함수 {\displaystyle f\colon X\to \mathbb {R} }와 (전단사) 유니터리 작용소 {\displaystyle U\colon H\to \operatorname {L} ^{2}(\mathbb {R} ;\mathbb {K} )}가 존재한다.

특히, 만약 {\displaystyle H=\mathbb {K} ^{n}}이 유한 차원 힐베르트 공간이라고 하자. 그렇다면, 그 위의 자기 수반 작용소는 {\displaystyle n\times n} 에르미트 행렬(또는 대칭 행렬)이며, 그 고윳값
{\displaystyle \{\lambda _{1},\lambda _{2},\dotsc ,\lambda _{n}\}}
들은 모두 실수이다. 이 경우
- {\displaystyle X=\{1,2,\dotsc ,n\}} (크기 {\displaystyle n}의 이산 가측 공간)
- {\displaystyle \mu (S)=|S|} (셈측도)
- {\displaystyle f\colon i\mapsto \lambda _{i}}

가 된다.

## 같이 보기
- 에르미트 수반
- 정규 작용소